# Lyria

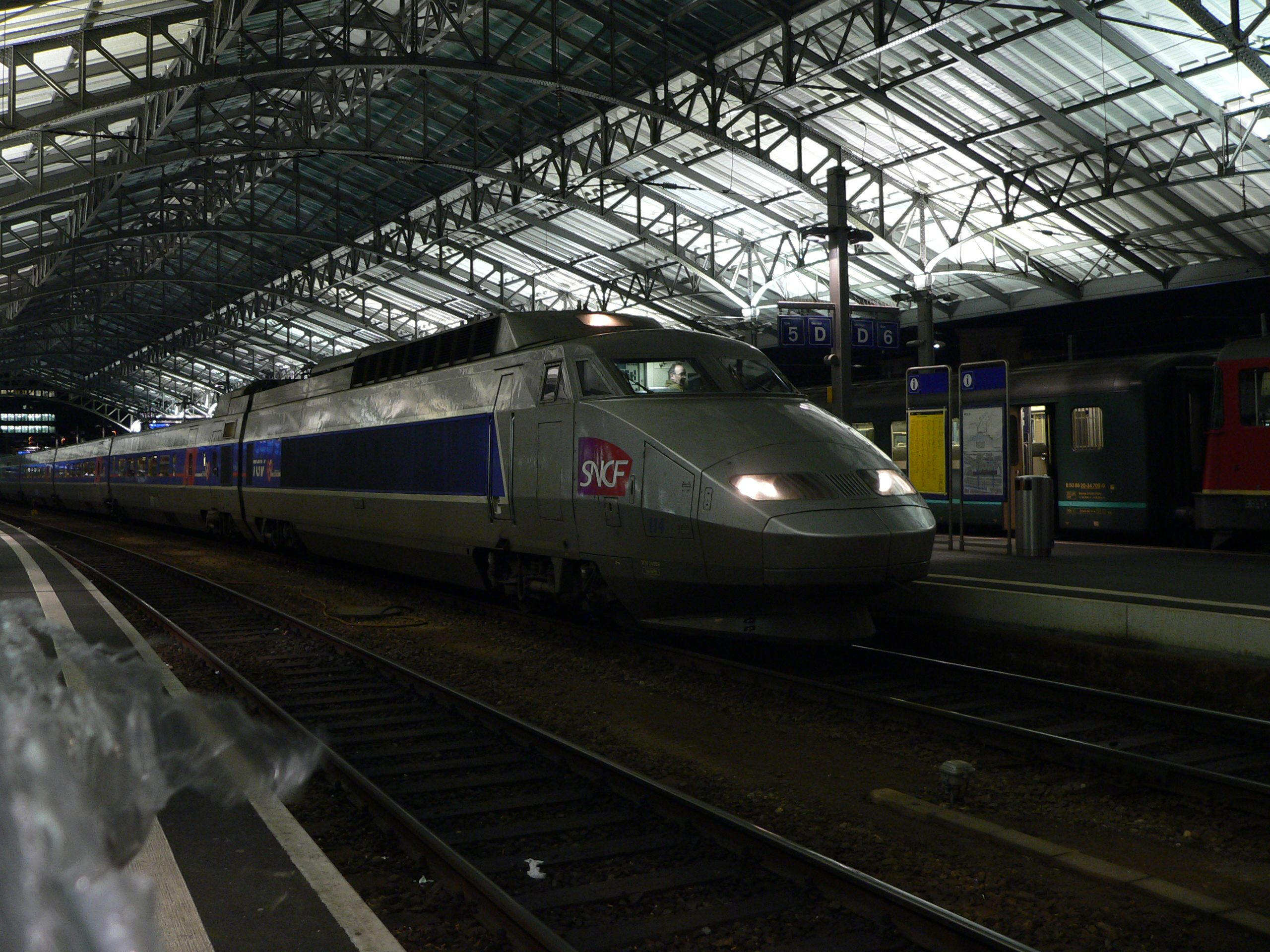
TGV Lyria în gara din Lausanne

Lyria este o companie mixtă franco-elvețiană care administrează trenurile cu același nume ce leagă Franța și Elveția.

## Organizare
La început, Lyria a fost un Grup de interese economice (Groupement d'intérêt économique) fondat la inițiativa SNCF și CFF. Misiunea sa era să administreze serviciile TGV Paris - Lausanne și Paris - Berna, fiind ulterior exitinsă și pentru celelelate trasee către Elveția, între care Paris - Geneva.  
Statutul său actual este de societate simplificată pe acțiuni (SAS) de drept francez. Capitalul este deținut de SNCF în proporție de 74% și de CFF - 26%. Sediul social al societății este în arondismentul 12 din Paris, clădirea Yonne 8, strada Pirogues de Bercy. Lyria este responsabilă de exploatarea comercială și de controlul calității serviciilor de la bordul trenurilor TGV Lyria.

## Istorie
Începând cu vara 1961, legătura Paris-Lausanne (și mai departe până la Milano) era asigurată de compania Trans-Europ-Express Cisalpin.
Pe 22 ianuarie 1984, o legătură TGV este inaugurată între Paris și Lausanne. Această linie tricurent este exploatată în comun de SNCF și CFF. Pentru a pătra spiritul marilor trenuri expres europene, trenurile sunt botezate Champs-Elysées, Lemano, Lutetia și Cisalpin.
Pe 31 mai 1987 este deschisă legătura Paris-Berna. Cu această ocazie, trenurile primesc denumirea de EuroCity.
Pe 23 mai 1993 este creată gruparea de interese economice „Franța - Elveția”, cu scopul de a administra legăturile Paris - Lausanne / Berne.
În timpul iernii 1995-1996, legătura spre Lausanne a fost prelungită (în fiecare sâmbătă) până la Brigue pentru a deservi stațiunile de sporturi de iarnă de pe valea Rhonului (Valais). Această legătură este denumită „TGVul zăpezii”, ca și trenurile spre stațiunile franceze Évian, Saint-Gervais-Le Fayet, Bourg-Saint-Maurice și Modane.
Pe 28 septembrie 1997, linia spre Lausanne și Berna este botezată „Linia inimii”. Cele 9 rame sunt personalizate, iar serviciul este reorganizat.
Pe 4 martie 2002 numele „Lyria” înlocuiește denumirea „Linia inimii”.
Numărul de linii administrate de Lyria a crescut din ianuarie 2005 cu Paris - Genève, deși acest serviciu exista încă din 1981, fiind asigurat de TGV Sud-Est.
În 2005, Lyria a trecut pentru prima dată de pragul de 3 milioane de pasageri transportați în total într-un an.
Din 10 iunie 2007, cu ocazia inaugurării LGV Est, la portofoliul Lyria a fost adăugată linia Paris-Zürich via Strasbourg, Mulhouse și Basel.

## Rețea
- Geneva - Paris (Gare de Lyon) — 7 perechi de trenuri; traseul durează aproximativ 3h30’;
- Lausanne - Dijon - Paris (gara Lyon) — 4 perechi de trenuri; traseul durează aproximativ 3h45’;
- Berna - Dijon - Paris (gara Lyon) — 2 perechi de trenuri; traseul durează aproximativ 4h30’;
- Zürich - Paris-Est — 3 perechi de trenuri; traseul durează aproximativ 4h20’;
- Basel - Strasbourg - Paris-Est — 4 perechi de trenuri (inclusiv cele până la Zürich); traseul durează aproximativ 3h20’;
- Lyria Zăpezilor sunt trenuri sezoniere care deservesc regiunea Valais, prin prelungirea trenurilor de la Lausanne până la Brigue (serviciul este disponibil și în timpul verii);
- Din 2007, serviciul Lyria Zăpezilor a fost extins pentru a deservi Landquart și Cuira via Zürich.

## Material rulant

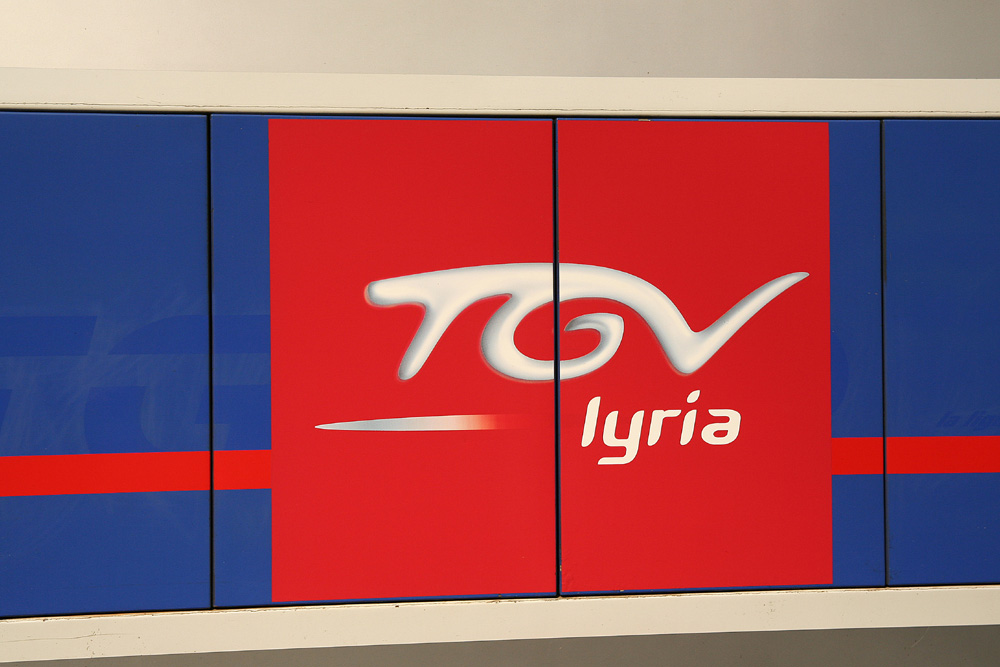
Logo TGV Lyria

Pentru serviciile spre Lausanne și Berna (precum și legăturile spre stațiunile de sporturi de iarnă), Lyria exploatează parcul de 9 rame TGV Sud-Est tricurent din care 7 aparțin SNCF și două CFF (ramele nr. 112 și 114). Din vara 2007, toate ramele au suferit o transformare importantă (schimbarea mochetei și a scaunelor defecte, curățarea celorlalte scaune, etc.) pentru a îmbunătăți calitatea serviciului. 
Viteza maximă a trenurilor este de 270 km/h pe LGV Sud-Est între Aisy (la vest de Dijon) și Valenton (aproape de Paris). Din 2009, odată cu modernizarea liniei, această viteză va ajunge la 300 km/h, viteza maximă pe cea mai mare parte din rețeaua de linii de mare viteză a Franței. Câștigul de timp (aproximativ 10 minute) nu este principalul obiectiv al modernizării. Principalul scop al acestei măsuri este fluidizarea traficului pe această axă foarte aglomerată.
Serviciile spre Basel și Zürich (precum și legătura spre Les Grisons) este asigurată de TGV POS, din care trenul 4406, este proprietatea CFF.
Serviciile spre Geneva este assigurată de trenurile TGV Sud-Est clasice, bicurent, precum și de TGV Réseau și câteodată de TGV Duplex.